# Jorge Guagua
Jorge Daniel Guagua Tamayo (Esmeraldas, 1981. szeptember 28. –) ecuadori válogatott labdarúgó.
Az ecuadori válogatott tagjaként részt vett a 2006-os és a 2014-es világbajnokságon, illetve a 2001-es, 2004-es és a 2007-es Copa América.

## Sikerei, díjai
El Nacional
- Ecuadori bajnok (1): 2005 Clausura

LDU Quito
- Ecuadori bajnok (1): 2010
- Recopa Sudamericana győztes (1): 2010